# Coyanco
Coyanco o Puerto Coyanco es una localidad rural chilena ubicada en la comuna de Quillón de la provincia de Diguillín, en la Región de Ñuble. Se ubica a un costado del estero de mismo nombre, en la ruta que une a las ciudades de Quillón y Florida. 
La zona destaca por la presencia de cultivos de tomate, cuales en 2013 fueron afectados por una enfermedad, considerada desconocida para autoridades de la época. Asimismo, ha sido afectada por el Incendio forestal en Biobío de 2012 y un segundo incendio en 2021, siendo evacuada en ambas oportunidades.